# Guillaume-Louis de Bade-Durlach
Guillaume-Louis de Bade-Durlach (14 janvier 1732 - 17 décembre 1788) est le frère du premier grand-duc de Bade, Charles Ier de Bade. En 1753, il devient gouverneur de la province de Gueldre, basé à Arnhem. En 1766, il est nommé par les États-Généraux des Pays-Bas au grade de lieutenant général. Après 1769, Guillaume-Louis a également été actif en tant qu'industriel.

## Biographie
Guillaume-Louis est le fils du prince Frédéric de Bade-Durlach et Anne Charlotte Amélie d'Orange-Nassau, la fille du prince Jean Guillaume Friso d'Orange.
Après la mort de son père en 1732, sa mère souffrant d'une maladie mentale, sa grand-mère, la comtesse Madeleine-Wilhelmine de Wurtemberg, prend soin de l'éducation de Guillaume-Louis et son frère CharlesIer de Bade.
Il reçoit sa formation à l'Université de Lausanne de 1743 à 1745. En 1745 et 1746, il voyage à Paris et aux Pays-bas, où il reste auprès de son oncle Guillaume IV d'Orange-Nassau, plus tard stathouder de la République des Sept Provinces-Unies.
Son oncle arrive à la conclusion que l'indiscipliné Guillaume-Louis exerce une mauvaise influence sur son frère aîné, le prince héréditaire Charles Frédéric. Lorsque Charles Frédéric prend le chemin du retour à Karlsruhe, dans le but de prendre le gouvernement, son oncle ordonne à Guillaume Louis de poursuivre une carrière militaire aux Pays-bas.
Avec la permission de son frère le grand-duc Charles Ier, Guillaume-Louis épouse Wilhelmine Christine Schortmann dans un mariage morganatique. Les enfants de cette union sont anoblis le 27 janvier 1777 par Charles Ier de Bade. Ils sont créés barons de Seldeneck et autorisés à utiliser les armoiries de Seldeneck, la famille étant éteinte en 1583. Le fils, Guillaume-Louis de Seldeneck. 14 janvier 1766; 10 janvier 1827) est considéré comme l'ancêtre commun de tous les Seldenecks.
Guillaume-Louis achète des terres dans Mühlburg et en 1769, il crée une production de plantes tinctoriales, qui est convertie en 1770 en une Brasserie et en 1771 a également produit du brandy. C'est le noyau de la brasserie seigneuriale de Seldeneck qui existe jusqu'en 1921.

## Sources
- Annette Borchardt-Wenzel: Karl Friedrich von Baden – Mensch und Legende. Casimir Katz Verlag, Gernsbach 2006,  (ISBN 3-938047-14-3)
- Johann Christian Sachs: Einleitung in die Geschichte der Marggravschaft und des marggrävlichen altfürstlichen Hauses Baden, Karlsruhe 1764-1770, Bd. 5, S. 173 - 175
- Edmund von der Becke-Klüchtzner, Stamm-Tafeln des Adels des Großherzogthums Baden: ein neu bearbeitetes Adelsbuch, Baden-Baden, 1886